# Andrea Jaurrieta
Andrea Jaurrieta Bariain (1986) es una cineasta española

## Vida y carrera
Andrea Jaurrieta Bariain nació en Pamplona, Navarra, el 25 de enero de 1986.Creció en Zizur Mayor. Tras licenciarse en Comunicación Audiovisual por la Universidad Complutense de Madrid (premio a la mejor directora de su promoción), completó sus estudios de dirección en la ESCAC y arte dramático en el William Layton Lab. Participó en la realización de cortometrajes al inicio de su carrera, entre ellos Entresuelo (2008), SED (2009), Todos acabaremos solos (2011), A pleno sol (2012), Los años dirán (2013) y Algunas aves vuelan solas (2016). Utilizó una campaña de crowdfunding para financiar su ópera prima, Ana de día (2018), protagonizada por Ingrid García-Jonsson. Su trabajo le valió una nominación al Premio Goya al mejor director novel.
Su segundo largometraje, Nina (2024), se estrenó en el 27º Festival de Cine de Málaga, obteniendo la Biznaga de Plata, Premio de la Crítica. En la película, protagonizada por Patricia López Arnaiz y que renueva el interés de Jaurrieta por el tema de las identidades rotas ya expuesto en Ana de día, Jaurrieta vuelve a apostar por un tipo de cine "alejado del naturalismo".